# Solfjäderaloe
Solfjäderaloe (Aloe plicatilis) är en art familjen afodillväxter från Sydafrika. Solfjäderaloe odlas ibland som krukväxt i Sverige. 

## Synonymer
Det finns ett antal synonymer till artens namn.